# Відіша (округ)
Відіша (англ. Vidisha) — округ в індійському штаті Мадх'я-Прадеш. Входить в Дивізіон Бхопал . Утворений в 1904 році. Адміністративний центр — місто Відіша. Площа округу — 7 371 км². За даними всеіндійського перепису 2001 року населення округу становило 1 214 857 чоловік. Рівень грамотності дорослого населення становив 62,1 %, що трохи вище середньоіндійського рівня (59,5 %). Частка міського населення становила 21,4 %.
Округ межує з наступними округами штату: Ашокнагар на північному сході, Сагар на сході, Райсен на півдні, Бхопал на південному заході, та Гуна на північному заході.